# Кумалир (село)
Кумалир (рос. Кумалыр) — село Шебалінського району, Республіка Алтай Росії. Входить до складу Д'єктиєцького сільського поселення.
Населення — 170 осіб (2015 рік).